# Eustachy Gerard Kocik
Dr. Eustachy Gerard Kocik, O.Cist. byl v letech 1996–2006 opatem kláštera cisterciáků v polském Wąchocku, a v letech 2000–2006 zároveň předsedajícím opatem polské cisterciácké kongregace.

## Život
Narodil se jako Gerard Kocik v Janówicich 15. ledna 1930. V roce 1951 vstoupil do krakovského cisterciáckého kláštera Mogiła. Studoval teologii na Jagellonské univerzitě a v roce 1954 byl vysvěcen na kněze. O dva roky později byl ve skupině spolubratří vyslán ke znovuzaložení kláštera ve Wąchocku. Roku 1972 získal doktorát z filosofie.
V letech 1978–1996 působil ve farní duchovní správě v USA. V roce 1996 rezignoval na opatskou funkci ve Wąchocku Alberich Józef Siwek, a následná volební kapitula zvolila Eustacha Kocika na jeho místo. Za jeho opatské éry došlo k rozsáhlým rekonstrukčním pracím v areálu kláštera. Opat byl za svou činnost několikrát vyznamenán (mimo jiné i polským Ministerstvem kultury). V roce 2000 byl navíc zvolen předsedou polské cisterciácké kongregace. Ve věku 75 let, ve shodě s předpisy kanonického práva, rezignoval na opatskou funkci i na funkci předsedy kongregace. Žil nadále ve Wąchocku, kde zemřel 21. března 2014.